# Trichesthes gigantea
Trichesthes gigantea är en skalbaggsart som beskrevs av Bates 1888. Trichesthes gigantea ingår i släktet Trichesthes och familjen Melolonthidae. Inga underarter finns listade i Catalogue of Life.